# 傅膏機密

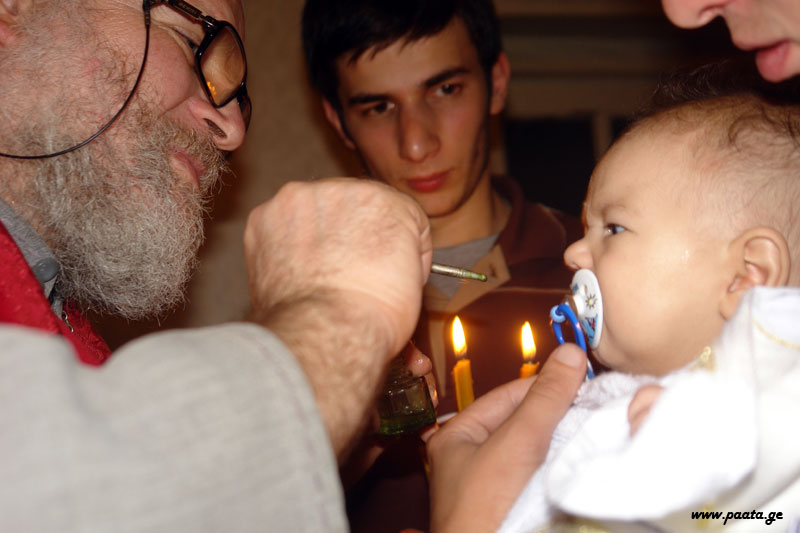
洗礼機密に引き続いて、幼児に対して司祭が傅膏機密を執行している（グルジア正教会）

傅膏機密（ふこうきみつ、ギリシア語: χρίσμα, ロシア語: миропомазание, 英語: chrismation）は正教会の七つの機密のひとつ。聖洗礼儀と呼ばれる奉神礼において、洗礼機密の直後に、聖膏を塗ることで執行される。
洗礼機密と傅膏機密を含む聖洗礼儀の構成は、4世紀のギリシャ教父であるイェルサリムの聖キリル（エルサレムの聖キュリロス）が著した『啓蒙者の為の機密講話』（Catecheses mystagogicae）に言及されており、洗礼機密と傅膏機密が連続して行われる事は当時から現代の正教会に至るまで変わらない伝統として保持されている。
カトリック教会・聖公会での堅信に相当するが、カトリック教会・聖公会における幼児洗礼の場合には、堅信は信仰の自覚ある者に成長してから洗礼と別に行なわれるのが一般的であるが、正教会の傅膏機密は幼児洗礼の場合にも、洗礼機密に引き続き行なわれる（現代の西方教会では成人洗礼の場合、洗礼と堅信を同時に行うことも珍しくない）。

## 言及される聖書の記述
信徒が神から賜る聖神の恩寵が「傅膏」と呼ばれたとされる記述
- ヨハネの手紙一2章20節
- コリントの信徒への手紙二1章21節

旧約において傅膏により、王への即位、および聖職者への叙聖が行われたとされる記述
- サムエル記上10章1節
- 出エジプト記30章23-26、30、32節

新約において叙聖者と一般信徒の区別なく、全ての信徒が傅膏機密を受けるべき事が示されているとされる記述
- ヨハネの黙示録1章6節
- ペトロの手紙一2章9節

## 傅膏機密の構成（洗礼式の後半部として）
現在の正教会では、傅膏機密は洗礼式の後半部に行われる。二つの機密を含む全体が、奉神礼としての洗礼式をなしているのである。以下、傅膏機密とそれに続く式次第を示す。
傅膏機密では聖膏が塗られる。この聖膏は、各国地域の正教会の中でも「独立正教会(アフトケファリア)」と認められる教会に於いて、首座主教が調製するものであり、聖神を伝えるものとされている。聖神が伝えられて、啓蒙者は光照者（こうしょうしゃ）となる。もちろん「上よりの東」（降誕祭トロパリ）であるハリストスが照らすのである。
初代教会では大斎の時期を啓蒙者の教育に充て、洗礼は復活大祭に合わせて行なわれていたようである。復活節ではヨハネ福音書と使徒行伝が読まれるが、これはハリストスの奥義と初代教会の歩みを、新たに信者となったものに教えるカリキュラムの役割を果していた。そしてこの傅膏機密までを行なった後、洗礼着を着たままで光明週間をすごし、その後に次の「滌浄」を行なった。
滌浄（できじょう）では、付けられたままになっていた「喜びの油」を海絨（ヒソプ）を以って拭う。「新たな人」への生まれ変わりが完了し、信徒としての歩みを始める。
剪髪式（せんぱつしき）では、その信徒としてのはじめての捧げ物、捧物の初穂として、頭の毛を少し切り取る。
ここまでの洗礼機密と傅膏機密が一体となった洗礼式は聖体礼儀の前に行われ、聖体礼儀において新受洗者は必ず領聖（聖体尊血を領食すること）する。この領聖をした時点で洗礼が完了するという見解が伝統的である。但し、緊急時に行う摂行洗礼の場合は傅膏機密は行われず、領聖も直後には行われない。

## 漢字表記
聖事経などの祈祷書には「傅膏機密」の記載がなされている（「傅」の漢字には右上に点がある）が、一部書籍において傳（漢字右上に点が無い）の誤字・誤植が散見される（日本正教会の出版物にも誤植が稀にある）ので注意が必要である。